# Port lotniczy Kozani
Port lotniczy Kozani (IATA: KZI, ICAO: LGKZ) – port lotniczy położony 4 km na południowy wschód od Kozani, w Prefekturze Kozani, w Grecji.

## Linie lotnicze i połączenia
| Linia Lotnicza | Kierunek             |
| -------------- | -------------------- |
| Sky Express    | 1. Ateny 2. Kastoria |